# Acid glutamic
Acidul glutamic (abreviat ca Glu), este un aminoacid (acid carboxilic cu grupă aminică), fiind unul din cei 20 aminoacizi proteinogeni. Codonii sai sunt AGA și GAG. Acesta este un aminoacid ne-esențial. Glutamatul, baza conjugată a acidului glutamic, este un neurotransmițător important care joacă un rol important în potențarea pe termen lung (LTP) și este important în procesele de învățare și memorie.

## Funcții

### Metabolism
Glutamatul (ionul provenit de la acidul glutamic) este o substanță importanta în metabolismul celular. Un proces esențial în degradarea aminoacizilor reprezinta transaminarea, în care gruparea amino a unui aminoacid este transferată unui α-cetoacid, reacție catalizată de transaminaze. Reacția poate fi generalizata astfel:
R1-NH2 + R2-C=O ⇌ R1-C=O + R2-NH2
Unul din cei mai frecvenți α-cetoacizi este α-cetoglutaratul, un intermediar în ciclul acidului citric. Transaminarea α-cetoglutaratului dă glutamat, iar din reactie rezulta un α-cetoacid care este adesea util în alte procese metabolice (combustibil sau substrat pentru unele procesele metabolice) Exemple:
- Alanină + α-cetoglutarat ⇌ piruvat + glutamat
- Aspartat + α-cetoglutarat ⇌ oxaloacetat + glutamat

Atât piruvatul, cât și oxaloacetatul sunt substanțe importante în metabolismul celular, contribuind ca substraturi sau intermediari în procese fundamentale, cum ar fi glicoliza, gluconeogeneza, ciclul Krebs.
Glutamatul joacă, de asemenea, un rol important în eliminarea excesului de azot din organism. Glutamat este supus dezaminării oxidative, reacție catalizată de glutamat-dehidrogenaza, după cum urmează
- glutamat + H2O + NADP+ → α-cetoglutarat + NADPH + NH3 + H+

Amoniac (ca de amoniu), este apoi excretat predominant sub formă de uree, sintetizată în ficat. Transamination poate, astfel, să fie legată de dezaminare, care să permită în mod eficient de azot de la grupurile de amino de aminoacizi pentru a fi eliminate, prin intermediul glutamat ca un intermediar și, în cele din urmă eliminat din corp în formă de uree.

### Neurotransmițător
Glutamatul este cel mai abundent neurotransmițător excitator din sistemul nervos. În sinapsele chimice, glutamatul este stocat in vezicule. Impulsuri nervoase declanșează eliberarea glutamatului din neuronul pre-sinaptic, iar la neuronii post-sinaptici sunt activati receptorii pentru glutamat, cum ar fi receptorii NMDA. Datorită rolului său în plasticitatea sinaptica, glutamatul este implicat în funcțiile cognitive, cum ar fi învățarea și memorarea. Plasticitatea cunoscută sub numele de potențare pe termen lung are loc în sinapsele glutamatergice din hipocamp, neocortex, și alte regiuni din creier. 
Transportatorii de glutamat se găsesc în membranele neuronale și a celulelor gliale. Ei transportă rapid glutamatul din spațiul extracelular înăuntrul celulei. În leziuni cerebrale, aceștia pot lucra în sens invers, și glutamatul în exces se acumulează în afara celulelor. Acest proces determină ionii de calciu să pătrundă masiv în celule prin intermediul canalelor care apartin receptorilor NMDA. Creșterea concentrației calciului intracelular duce la apoptoza neuronului, procesul fiind numit excitotoxicitate. 
Mecanismele morții celulare sunt:
- Distrugerea mitocondriilor,
- Glu/Ca stimulează factorii transcripționali pro-apoptotici, sau inhibă factorii de transcripție pentru genele anti-apoptotice.

Excitotoxicitatea cauzată de glutamat apare in timpul cascadei ischemice cerebrale, fiind asociată cu accidentul vascular cerebral, și unele boli, precum scleroza amiotrofica, latirismul, autismul, unele forme de retard mental și boala Alzheimer.
Acidul glutamic este implicat în crize epileptice. Microinjecția de acid glutamic în neuroni produce depolarizări spontane la intervale de aproximativ o secunda, iar acest model de declanșare este similar cu ceea ce este cunoscut sub numele de schimbare paroxistica depolarizatoare în atacurile epileptice. 
1. ↑  „Acid glutamic”, DL-Glutamic acid (în engleză), PubChem, accesat în 18 noiembrie 2016